# ستيفن براون (راكب الكنو)
ستيفن براون (بالإنجليزية: Stephen Brown)‏ هو راكب الكنو بريطاني، ولد في 9 مايو 1956.

## وصلات خارجية
- ستيفن براون على موقع أوليمبيديا (الإنجليزية)
- ستيفن براون على موقع اللجنة الأولمبية البريطانية (الإنجليزية)